# Heinz Rose
Heinz Rose (* 11. August 1926) war Fußballspieler in Dresden. Von 1950 bis 1954 spielte er in der DDR-Oberliga, der höchsten Liga im DDR-Fußball.

## Sportliche Laufbahn
Seine ersten Spiele für die Betriebssportgemeinschaft (BSG) Rotation Dresden in der DDR-Oberliga absolvierte Heinz Rose in der Saison 1951/52. Der 25-Jährige war allerdings im Aufgebot der BSG nur Ersatzspieler und bestritt nur sieben Begegnungen. Seinen ersten Einsatz hatte er am 16. Spieltag. Im Auswärtsspiel bei Fortschritt Meerane, das die Dresdner mit 4:2 gewannen vertrat er als Mittelstürmer den verletzten Horst Heinsmann und führte sich mit seinen beiden Toren erfolgreich ein. Im folgenden Heimspiel gegen Turbine Erfurt wurde Rose ebenfalls als Mittelstürmer eingesetzt, und er erzielte das Tor zum 1:1-Endstand. Nach einer langen Pause kam Rose erst wieder im 31. Oberligaspiel der BSG Rotation zum Einsatz, als er für den verletzten Kurt Hoegg als Rechtsverteidiger eingewechselt wurde. Er bestritt auch die drei folgenden Oberligaspiele als Abwehrspieler, nun jeweils über die volle Spieldauer. Am letzten Oberligaspiel hatte er seinen siebten Einsatz in dieser Saison, wurde aber nur in der zweiten Halbzeit wieder als Verteidiger eingewechselt. In der Saison 1953/54 hatte Rotation Dresden Heinz Rose weiter im Spieleraufgebot, er spielte aber bis auf eine Partie nur in der Reservemannschaft. Lediglich am 21. Punktspiel der Oberligamannschaft wurde er in der Begegnung Chemie Leipzig – BSG Rotation (2:0) wurde er in der 58. Minute für den Linksaußenstürmer Lothar Müller eingewechselt. Am Ende der Saison beendete Heinz Rose seine Laufbahn als Fußballspieler im oberen Ligenbereich.